# لوی‌ون‌هوک ۲۷۶۶
سیارک ۲۷۶۶ (به انگلیسی: 2766 Leeuwenhoek، نامگذاری:1982FE1) دو هزار و هفتصد و شصت و ششمین سیارک کشف شده‌است که در ۲۳ مارس ۱۹۸۲ کشف شد.
قدر مطلق سیارک برابر ۱۳٫۰۰ است.